# Peritrophische Membran
Peritrophische Membranen sind nicht-zelluläre Abscheidungen des Mitteldarms, die bei den meisten Gliederfüßern (Arthropoda), aber auch bei vielen anderen Tiergruppen gebildet werden. Meist bilden dabei mehrere peritrophische Membranen eine gemeinsame peritrophische Hülle, die die Nahrung innerhalb des Darms einschließt. Diese Umhüllung ist für Nährstoffe durchlässig und erlaubt daher deren Aufnahme im Mitteldarm. Sie kann dem Schutz des Mitteldarms dienen, der als entodermales Organ keine feste Cuticula ausbildet, und so Verletzungen durch harte, spitze oder scharfe Nahrungsbestandteile oder das Eindringen von Parasiten verhindern. Daneben kann sie der Kompartimentierung des Darminhalts dienen oder als Permeabilitätsbarriere bei der Kontrolle der Stoffaufnahme eine Rolle spielen.
Peritrophische Membranen werden entweder vom gesamten Mitteldarmepithel, nur vom vorderen Darmabschnitt oder von spezialisierten Zellen am Beginn des Mitteldarms gebildet, so bei Fliegen in der Cardia. Die peritrophischen Membranen bestehen aus einer Grundsubstanz aus Proteinen, Glykoproteinen und Glykosaminoglykanen und kann somit als eine Form der Glykokalyx angesehen werden. In die Grundsubstanz sind chitinhaltige Mikrofibrillen in unregelmäßiger oder in hexagonaler oder orthogonaler Struktur eingelagert. Von einem Tier können dabei mehrere, morphologisch und biochemisch unterscheidbare Membranschichten gebildet werden.
Die peritrophische Hülle wandert mit dem Nahrungsbrei durch den Darm und wird entweder im Enddarm wieder zerstört oder bleibt als widerstandsfähige Hülle um den Kot erhalten. Bei wasserlebenden Tieren hat letzteres ein Absinken des kompakten Kotpakets und damit häufig eine Entfernung aus den oberflächennahen Nährstoffkreisläufen zur Folge.